# Ramphotyphlops erycinus
Ramphotyphlops erycinus là một loài rắn trong họ Typhlopidae. Loài này được Werner mô tả khoa học đầu tiên năm 1901.